# فهرست فرودگاه‌های لیبریا
این مقاله شامل فهرست فرودگاه‌های لیبریا است که بر پایهٔ مکان قرارگیری آن‌ها مرتب شده است.

## فرودگاه‌ها
| مکان                 | ایکائو | یاتا | نام فرودگاه              |
| -------------------- | ------ | ---- | ------------------------ |
| Buchanan             | GLBU   | UCN  | فرودگاه بیوکنن           |
| Buchanan             | GLLB   |      | فرودگاه لامکو            |
| Harper (Cape Palmas) | GLCP   | CPA  | فرودگاه کیپ پالماس       |
| Greenville           | GLGE   | SNI  | فرودگاه گرینویل/سینو     |
| مونروویا             | GLRB   | ROB  | فرودگاه بین‌المللی رابرتز |
| مونروویا             | GLMR   | MLW  | فرودگاه اسپریگس پین      |
| Nimba                | GLNA   | NIA  | فرودگاه نیمبا            |
| Sasstown             | GLST   | SAZ  | فرودگاه سستون            |
| Tchien               | GLTN   | THC  | فرودگاه شه‌ین             |
| Voinjama             | GLVA   | VOI  | فرودگاه ووینجاما         |